# سامرست غربی
سامرست غربی (به انگلیسی: West Somerset) یک منطقهٔ مسکونی در بریتانیا است که در Williton واقع شده‌است.

## خصوصیات
سامرست غربی ۷۲۶٫۸۴ کیلومترمربع مساحت دارد.